# Escobedia guatemalensis
Escobedia guatemalensis är en snyltrotsväxtart som beskrevs av Loesener. Escobedia guatemalensis ingår i släktet Escobedia och familjen snyltrotsväxter. Inga underarter finns listade i Catalogue of Life.